# فرودگاه والت دیزنی ورلد
فرودگاه والت دیزنی ورلد  (به انگلیسی: Walt Disney World Airport) یک فرودگاه خصوصی با کد یاتا DWS است . این فرودگاه در کشور ایالات متحده آمریکا قرار دارد .